# محطة كومانش بيك للطاقة النووية

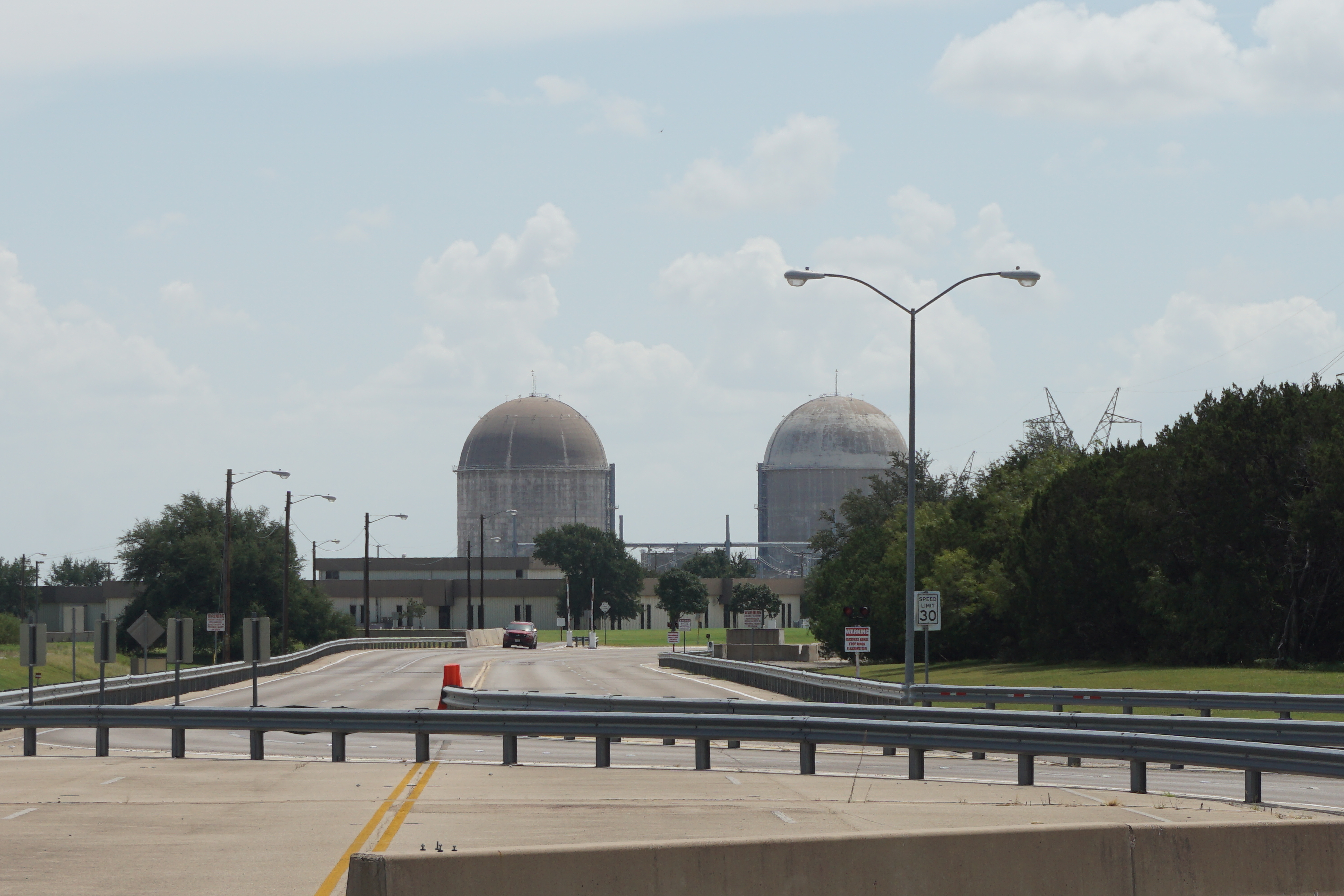
محطة كومانش بيك للطاقة النووية

محطة كومانش بيك للطاقة النووية هي محطة للطاقة النووية في مقاطعة سومرفيل بولاية تكساس على بعد 40 ميل (65 كم) جنوب غرب فورت وحوالي 60 ميل (100 كم) جنوب غرب دالاس.

## نبذة
يعمل في المحطة حوالي 1300 موظف ويتم تشغيلها بواسطة شركة لومينانت. بدأ بناء مفاعلين يعملان بالماء المضغوط بواسطة شركة ويستينجهاوس في عام 1974.
دخلت الوحدة 1 والتي تم تصنيفها في الأصل عند 1,084 ميجاوات في 17 أبريل 1990 وترخيصها التشغيلي الحالي لمدة 40 عام ساري المفعول حتى 8 فبراير 2030.
الوحدة 2 بقوة 1142 ميجاوات في 6 أبريل 1993 ومرخصة للعمل حتى 2 فبراير 2033.
اعتبارامن عام 2018 كانت الوحدة 2 هي مفاعل الطاقة الثالث والأخير حتى الآن الذي يتم توصيلها عبر شبكة الإنترنت في الولايات المتحدة وسبقتها فقط الوحدة الأولى و الثانية من محطة توليد الطاقة النووية في واتس بار.